# Biersted

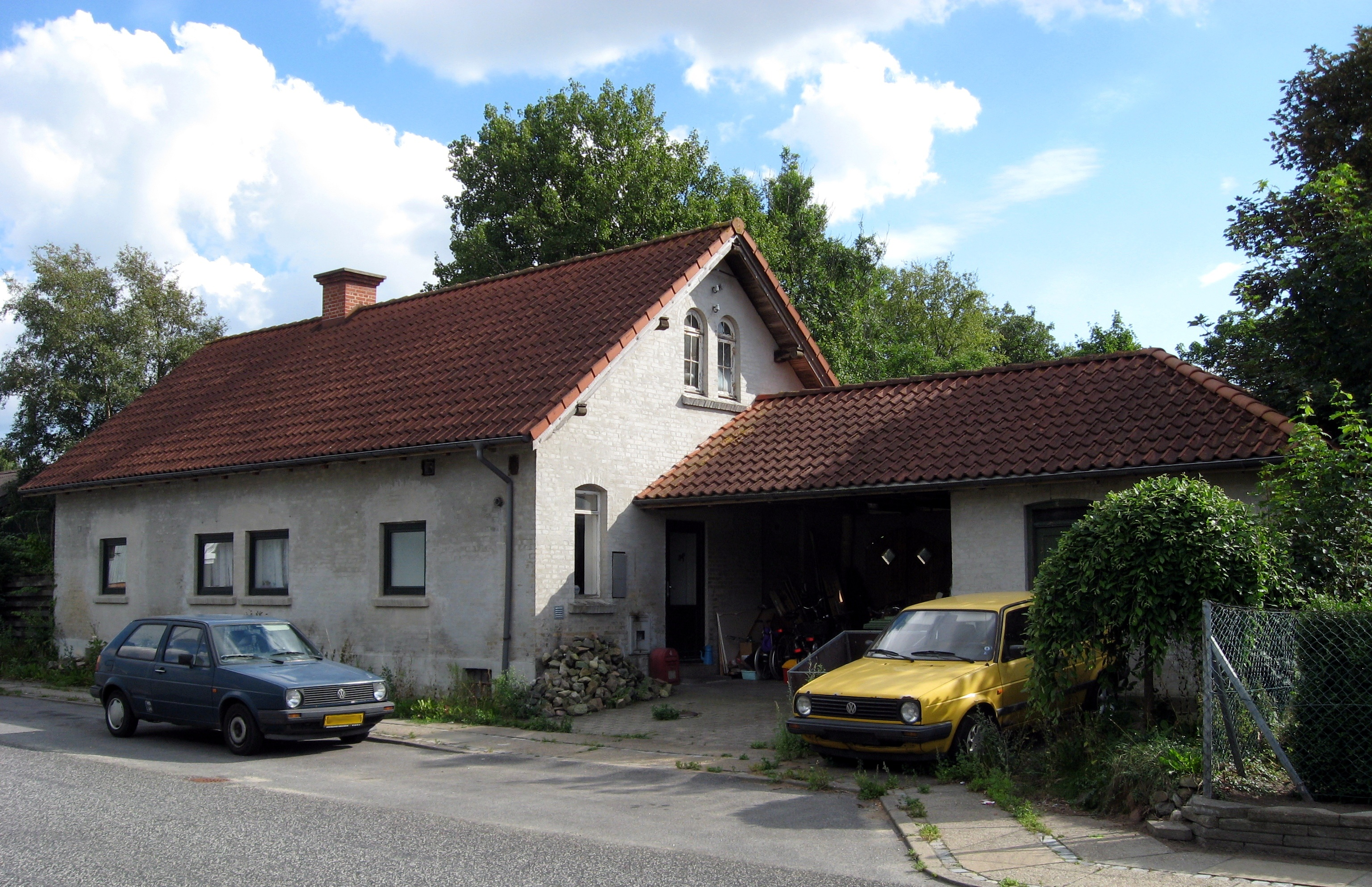
Tidigare stationshus i Biersted.

Biersted är en tätort i Jammerbugts kommun i Region Nordjylland i Danmark. Tätorten har 1 613 invånare (2024). Den ligger på ön Vendsyssel-Thy, cirka 4,5 kilometer öster om Åbybro.
Biersted ligger i utkanten av Store Vildmose. Orten har skola med elever till och med nionde klass, två daghem, en affär, en bensinstation, fritidshem och en del föreningar. Tidigare fanns två affärer, två bensinstationer och en bagare. Biersted Kirke ligger på den högsta punkten i tidigare Åbybro kommun, Biersted Bakke.
Efter öppningen av motorvägen mellan Ålborg och Hirtshals ligger Biersted 8 kilometer från motorvägen.
Orten hette ursprungligen Bjergsted.